# 昏 (商朝)
昏或昏微见于先秦文献《楚辞·天问》篇，其名不见于殷墟甲骨卜辞。王国维等学者的观点认为“昏微”乃是商族先公上甲微的别称，而江林昌等学者则认为“昏”与“微”其实是兄弟二人。因为昏的事迹不够突出，或因事迹恶孽，于是没有在史册中记载。

## 参阅
- 微